# Gregor von Rezzori
Gregor von Rezzori (pe numele său real  Gregor Arnulph Hilarius d'Arrezzo  ) (n. 13 mai 1914, Cernăuți, Austro-Ungaria – d. 23 aprilie 1998, Reggello, Toscana, Italia) a fost un scriitor și actor austriac-român, german din Bucovina. Familia sa din partea tatălui avea rădăcini italiene.

## Viața
Rezzori se trage dintr-o familie siciliană, care a emigrat în mijlocul secolului al XVIII-lea la Viena. Bunicul lui a lucrat ca arhitect pentru monarhia austro-ungară. Tatăl lui a fost funcționar la Cernăuți, astfel că familia lui a primit cetățenia română la sfârșitul războiului. După 1940 a devenit cetățean sovietic. Mai târziu a trăit timp de 40 de ani fără cetățenie, optând în 1982 în sfârșit pentru cea austriacă. Vorbea fluent germana, româna, italiana, poloneza, rusa, idiș, franceza și engleza.
Rezzori a învățat la gimnaziile din Brașov, Fürstenfeld (Stiria) și Viena. În Leoben a studiat mineritul, în Viena arhitectura și medicina. Și-a întrerupt studiile pentru a-și satisface stagiul militar în România. A rămas pentru patru ani la București unde s-a preocupat de pictură absolvind și studii de artă la Viena. În 1938 s-a mutat la Berlin unde și-a început activitatea de scriitor.
A cunoscut succesul literar în 1953, cu Maghrebinische Geschichten, o culegere de povestiri în cheie parodică, având ca temă tinerețea sa în Bucureștii anilor 1930. Acțiunea se petrece în Maghrebinien („Magrebinia”) o țară fictivă, cu esențe balcanice, creată de el, ai cărei locuitori sunt punghashi. Autorul afirma că Wer Maghrebinien auf der Karte sucht, findet es bestimmt nicht, denn Maghrebinien liegt im Herzen (Cine caută Magrebinia pe hartă, cu siguranță că nu o găsește, deoarece Magrebinia se află în inimă).
A încetat din viață în 1998, lângă Florența. În memoria sa, primăria din Florența a instituit în 2007 premiul pentru literatură străină Vallombrosa Von Rezzori.

## Lucrări
- Flamme, die sich verzehrt, roman, 1940
- Rombachs einsame Jahre, roman, 1942
- Rose Manzani, roman, 1944
- Maghrebinische Geschichten, 1953
- Ödipus siegt bei Stalingrad, 1954
- Männerfibel, 1955
- Ein Hermelin in Tschernopol. Ein maghrebinischer Roman, 1958
- Idiotenführer durch die deutsche Gesellschaft. 1: Hochadel, 1962
- Idiotenführer durch die deutsche Gesellschaft. 2: Adel, 1962
- Bogdan im Knoblauchwald. Ein maghrebinisches Märchen, 1962
- Idiotenführer durch die deutsche Gesellschaft. 3: Schickeria, 1963
- Idiotenführer durch die deutsche Gesellschaft. 4: Prominenz, 1965
- Die Toten auf ihre Plätze. Tagebuch des Films Viva Maria, 1966
- 1001 Jahr Maghrebinien. Eine Festschrift, 1967
- Der Tod meines Bruders Abel, roman, 1976
- Greif zur Geige, Frau Vergangenheit, roman, 1978
- Memoiren eines Antisemiten, roman, 1979; tradus în română ca Memoriile unui antisemit, 1994, reeditare 2008
- Der arbeitslose König. Maghrebinisches Märchen, 1981
- Kurze Reise übern langen Weg. Eine Farce, 1986
- Blumen im Schnee – Portraitstudien zu einer Autobiographie, die ich nie schreiben werde. Auch: Versuch der Erzählweise eines gleicherweise nie geschriebenen Bildungsromans, 1989
- Über dem Kliff, povestiri, 1991
- Begegnungen, 1992
- Ein Fremder in Lolitaland. Ein Essay, 1993 (traducere din engleză de Uwe Friesel)
- Greisengemurmel. Ein Rechenschaftsbericht, 1994
- Italien, Vaterland der Legenden, Mutterland der Mythen. Reisen durch die europäischen Vaterländer oder wie althergebrachte Gemeinplätze durch neue zu ersetzen sind, 1996
- Frankreich. Gottesland der Frauen und der Phrasen. Reisen durch die europäischen Vaterländer oder wie althergebrachte Gemeinplätze durch neue zu ersetzen sind, 1997
- Mir auf der Spur, 1997
- Maghrebinische Geschichten (reeditare), Rowohlt Taschenbuch Verlag GmbH, 1998
- Kain. Das letzte Manuskript, 2001 (apărut postum)

### Filme
Ca actor a apărut în următoarele filme:
- 1954 Sie,
- 1957 El Hakim, regia Rolf Thiele
- 1959 Paprika,
- 1959 Bezaubernde Arabella,
- 1961 Roata vieții, (Das Riesenrad), regia Géza von Radványi
- 1962 Esame di guida - tempo di Roma,
- 1962 Viață particulară (Vie privée), regia Louis Malle
- 1963 Un mari à un prix fixe,
- 1964 Die Lady,
- 1965 Viva Maria!, regia Louis Malle
- 1969 Michael Kohlhaas – Der Rebell,
- 1981 Le beau monde,

A scris scenarii singur sau în colaborare pentru următoarele filme:
- Kopfjäger von Borneo, 1936 (Text von 1952)
- Unter den Sternen von Capri, 1953
- Labyrinth, 1959
- Sturm im Wasserglas, 1960
- Geliebte Hochstaplerin, 1961
- Die Herren, 1965
- Mord und Totschlag, 1967

## Distincții, premii
A obținut prestigioase premii literare:
- Theodor-Fontane-Preis (1959),
- Premio Scanno (1987),
- Premio Boccaccio,
- Premio Lorenzo Il Magnifico.